# نانسي غروسمان
نانسي غروسمان (بالإنجليزية: Nancy Grossman)‏ هي فنانة أمريكية، ولدت في 28 أبريل 1940 في نيويورك في الولايات المتحدة.